# Slag bij Simmon's Bluff
De Slag bij Simmon's Bluff vond plaats op 21 juni 1862 tijdens de Amerikaanse Burgeroorlog. Het was een overwinning voor de Noordelijken nabij Charleston, South Carolina.

## De Slag
Noordelijke troepen belegerden Charleston. De stad werd bevoorraad door een nabijgelegen spoorweg. De 55th Pennsylvania regiment kreeg de opdracht om deze spoorweg in te nemen en te vernietigen. Ze scheepten zich in en zochten naar een geschikte landingsplaats dicht bij de spoorweg. Op 21 juni 1865 kwam het regiment aan land bij Wadmelaw Sound. Na een korte opmars stootten ze op een Zuidelijk kamp van de 16th South Carolina Infantry regiment. De Noordelijken beslisten om onmiddellijk tot actie over de gaan. Het kamp werd verwoest en de vijand sloeg op de vlucht . Na de slag werden er geen slachtoffers gemeld, noch bij de Noordelijken, noch bij de Zuidelijken. De Noordelijken scheepten na het vernietigen van het vijandelijk kamp weer in zonder de spoorweg vernietigd te hebben.

## Bron
- Beschrijving van de slag

 Fort Sumter · Santa Rosa Island · Fort Pulaski · Forten Jackson en St. Philip · New Orleans · Secessionville · Simmon's Bluff · Tampa · Baton Rouge · 1ste Donaldsonville · St. John's Bluff · Georgia Landing · 1ste Fort McAllister · Fort Bisland · Irish Bend · Vermillion Bayou · 1ste Charleston Harbor · 1ste Fort Wagner · Grimball's Landing · 2de Fort Wagner · 2de Charleston Harbor · 2de Fort Sumter · Plains Store · Port Hudson · LaFourche Crossing · 2de Donaldsonville · Kock's Plantation · Stirling's Plantation · Fort Brooke · Gainesville · Olustee · Natural Bridge